# Gali Ngothé Gatta
Gali Ngothé Gatta est un  un économiste, écrivain et homme politique tchadien, né le 2 juin 1949 à Kyabé. 
Il a étudié au lycée technique commercial de N’Djaména où il obtient le bac G2 en 1970. Bénéficiant d’une bourse, il s’inscrit en France à la Préparatoire des Grandes écoles commerciales. Après une maîtrise en économie appliquée, doctorat en économie mathématique à l’université de Nanterre, il rentré au Tchad en 1978 avant la guerre civile.
Gali Ngothé Gatta est secrétaire Général de la Présidence à la fin de la présidence de Goukouni Oueddei en 1981 et 1982.
En 2011, il est élu député du parti Union des Forces démocratiques-Parti Républicain (UFD-PR) dans la circonscription de Kyabé .
Il devient porte parole de la Coordination des partis politiques pour la défense de la Constitution (CPDC), la plus importante coalition de l’opposition tchadienne.
Gali Ngothé Gatta est candidat à la présidentielle du 10 avril 2016. Il obtient 1,21% des voix.
Lors du Dialogue national inclusif et souverain (DNIS) du 24 août au 8 octobre 2022, Gali Ngothé Gatta assure la fonction de président du Présidium du DNIS. 
Le 10 octobre 2022, jour de l'investiture de Mahamat Idriss Déby Itno comme Président de la transition, il est nommé ministre d’Etat, secrétaire général à la présidence de la République. A ce titre, le 14 octobre 2022, il annonce la liste des ministres du gouvernement d'union du Premier ministre Saleh Kebzabo. Le 28 décembre 2023, il est limogé par Mahamat Idriss Déby Itno. Il est remplacé par Mahamat Ahmad Alhabo.